# Berynium
En el mundo de la ficción especulativa, el Berynium es un mineral descubierto por la compañía N.E.B. (Nuevo Bloque Económico) en el planeta Sirio 6B. Sirio 6B es el único planeta donde se emplearon técnicas de minería para extraer este mineral. Otra posible fuente es el planeta Tritón 4 (no confirmado). 
El empleo de Berynium podría resolver la crisis energética en la Tierra. Una cucharada de Berynium provee de la suficiente energía para llevar a una nave de la Tierra a Saturno en un día.
Sin embargo, su procesamiento produjo desechos radioactivos como un subproducto, lo que contaminó primero las minas, y luego el planeta, lo que llevó a una guerra entre el N.E.B. y sus antiguos empleados, la Alianza, quienes exigían el cese de las labores mineras. Mientras que en la Tierra hubo una paz tensa entre ambos, en Sirius 6B se tensaron las situciones.

## Aparición
El Berynium aparece en la película Screamers (Christian Duguay, 1995), basada en la novela corta de Philip K. Dick Second Variety (1953), pero en la que no se menciona el mineral.

## Concepto
El concepto del Berynium, está detrás de la imaginación de escritores de Ciencia ficción ya sea para novelas, cuentos cortos, cómics y películas. En las historias, los materiales ficticios actúan como un MacGuffin, un elemento de suspenso que hace que los personajes avancen en la trama y aparece en la forma de un objetivo, objeto deseado u otro motivador que persigue el o los protagonistas, a menudo con poca o ninguna explicación narrativa. La importancia del MacGuffin para la trama no es el objeto en sí, sino su efecto sobre los personajes y sus motivaciones.
En la historia de los medios, han aparecido diversos elementos minerales que no existen en la vida real. 
Ejemplos:
- Turbinium, en Total Recall (Paul Verhoeven, 1990); también basada en una novela de Philip K. Dick, (We Can Remember It for You Wholesale, 1966)
- Unobtanium, en Avatar (James Cameron, 2009). Este último mineral también da el nombre al concepto de Unobtainium (inobtenible), es decir, se usa para describir cualquier material que posea propiedades extraordinarias que son únicas o imposibles de obtener en el mundo real (del inglés, unobtainable).
- Adamantium. Supuesto mineral del que está hecha la coraza exterior de Ultrón y el esqueleto de Wolverine.

Al igual que con otros minerales ficticios, el Berynium es de vital importancia para solventar la crisis energética en la Tierra.